# Jolanta Soczyńska
Jolanta Soczyńska (ur. 18 sierpnia 1967) – polska lekkoatletka, (sprinterka), medalistka mistrzostw Polski.

## Życiorys
Była zawodniczka Agrosu Chełm.
Na mistrzostwach Polski seniorów na otwartym stadionie zdobyła w 1990 brązowy medal w biegu na 100 metrów. W 1991 została halową wicemistrzynią Polski seniorek w biegu na 60 metrów, a w biegu na 200 zdobyła na tych samych zawodach brązowy medal.    
Rekordy życiowe:
- 100 m – 11,78 (13.07.1990)
- 200 m – 24,41 (3.06.1990)